# Bajmok

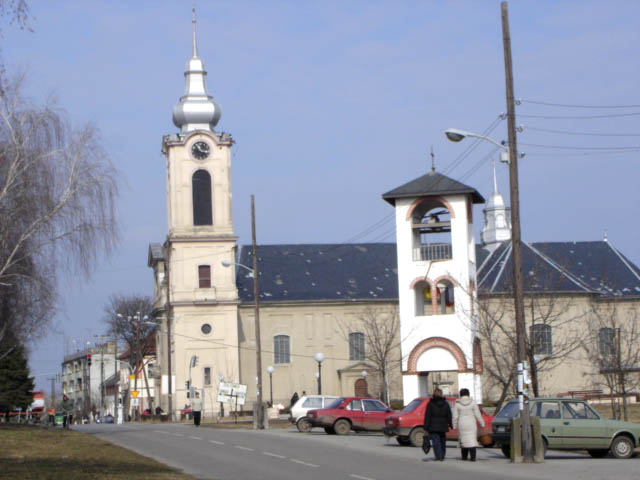
Bajmok

Bajmok (serbiska kyrilliska: Бајмок, ungerska: Bajmok) är en ort i norra Serbien i provinsen Vojvodina, nära gränsen till Ungern. Kelebija ligger nära staden Subotica och har 8 586 invånare.